# Asätare

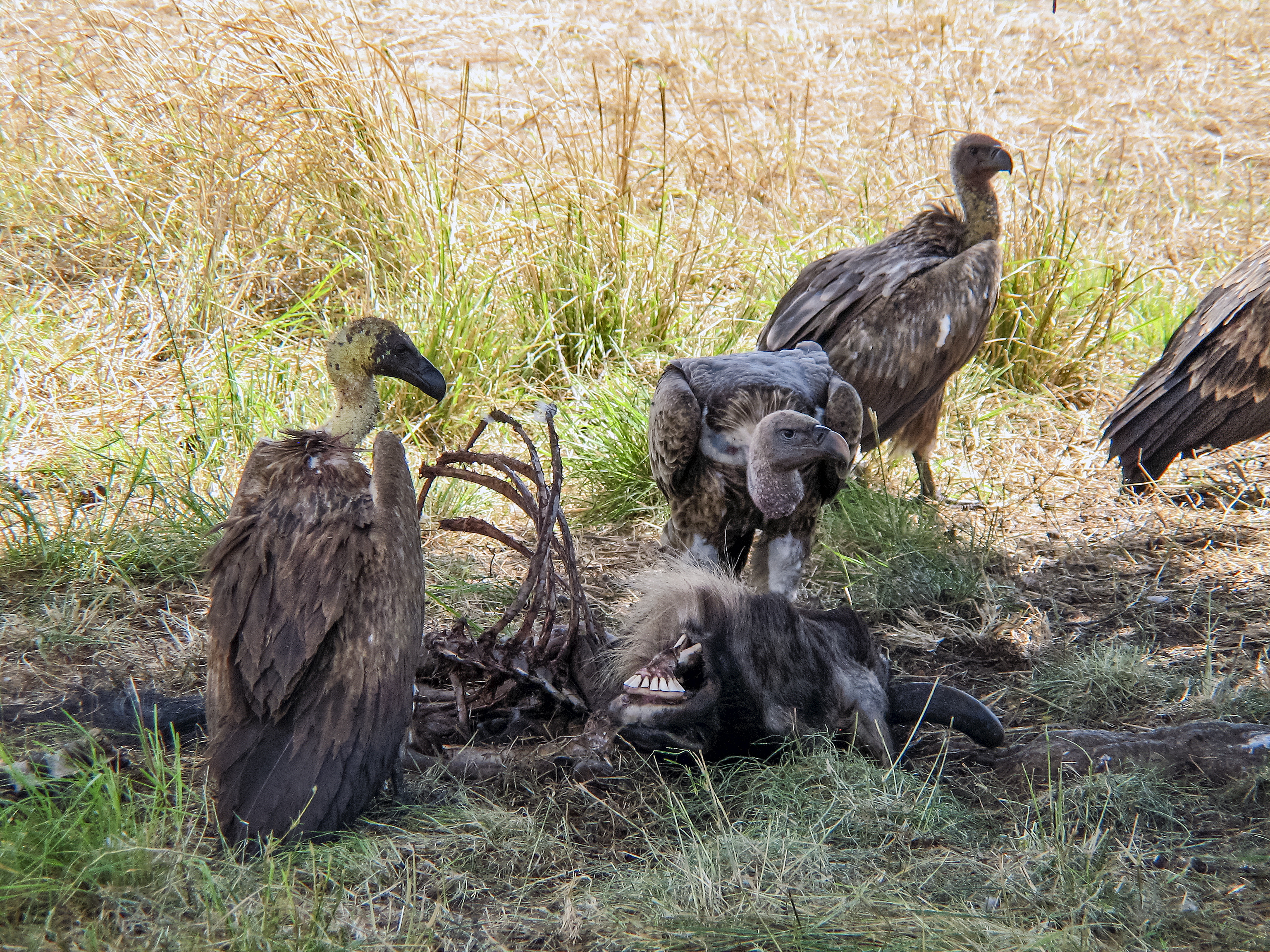
Gamar som äter av en gnu.

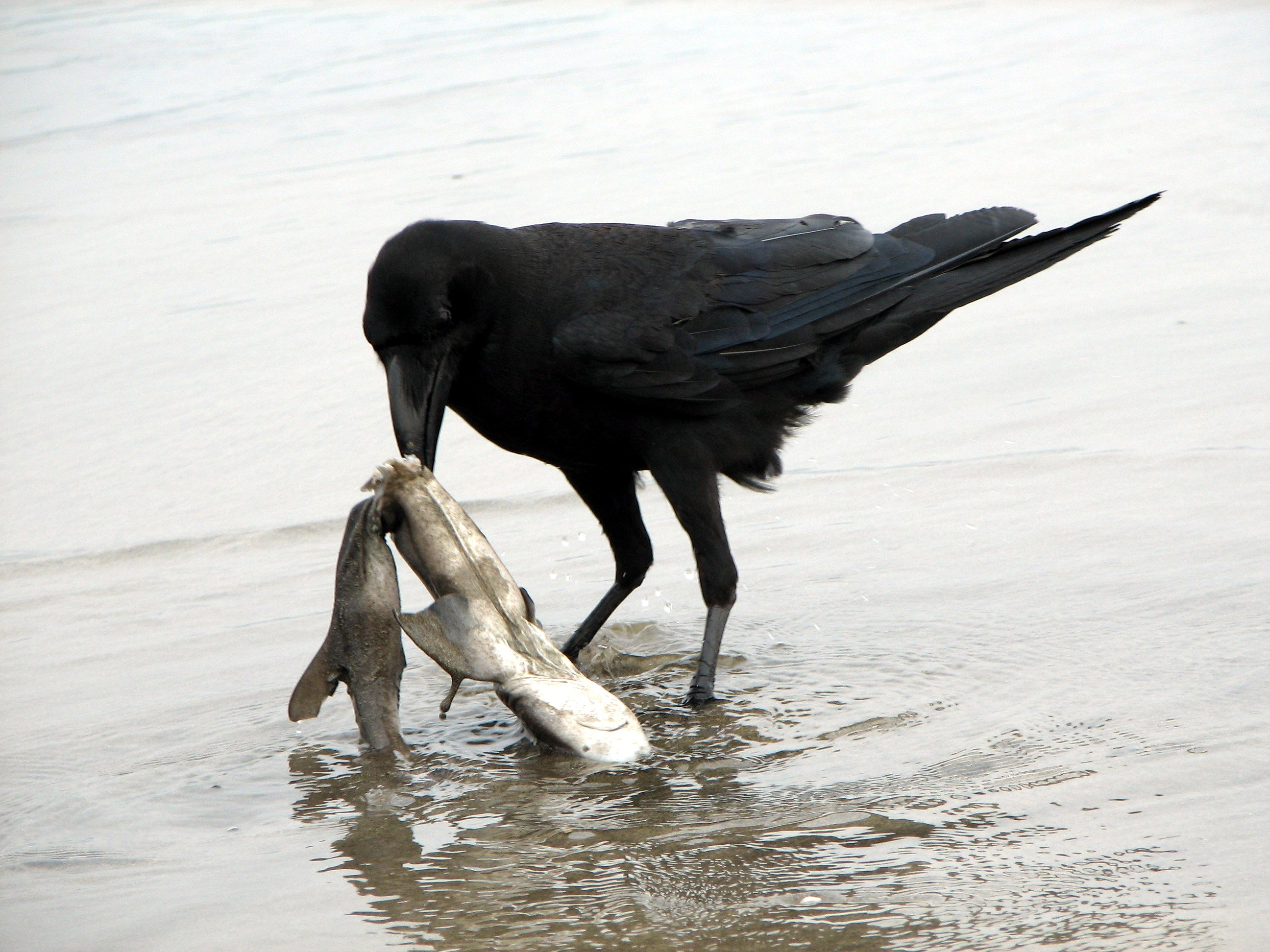
En korp som äter en liten död haj.

Asätare, nekrofager, är djur som äter lik och kadaver, det vill säga människor och djur som de inte dödat själva. Asätarna utgör en viktig del av näringskedjan. 
Insekter brukar inte räknas hit även om de uppfyller definitionen, till exempel rödbandad dödgrävare och andra asbaggar.

## Exempel på asätare

### Däggdjur
- Hyena
- Schakal
- Järv

### Fåglar
- Gam
- Brun glada
- Kondor
- Korp
- Kråka
- Kungsörn
- Maraboustork

### Reptiler
- Komodovaran

### Kräftdjur
- Flodkräfta

### Fiskar
- Pirål